# مقاطعة ويلكنسون (ميسيسيبي)
مقاطعة ويلكنسون هي مقاطعة في مسيسيبي، بلغ عدد سكانها 9٬878  نسمة، في 2010، عاصمتها وودفيل.

## الموقع
تشترك في الحدود مع:
- مقاطعة آدامز
- مقاطعة إيست فيليكينا
- مقاطعة ويست فيليكينا
- مقاطعة أميت (ميسيسيبي)
- مقاطعة فرانكلين (ميسيسيبي)
- مقاطعة كونكورديا.

## أعلام
- جونز إس. هاميلتون
- ديفيد إلدريد هولت
- ويليام إل. براندون
- سانت جون ريتشاردسون ليدل